# Plymouth (marka samochodów)

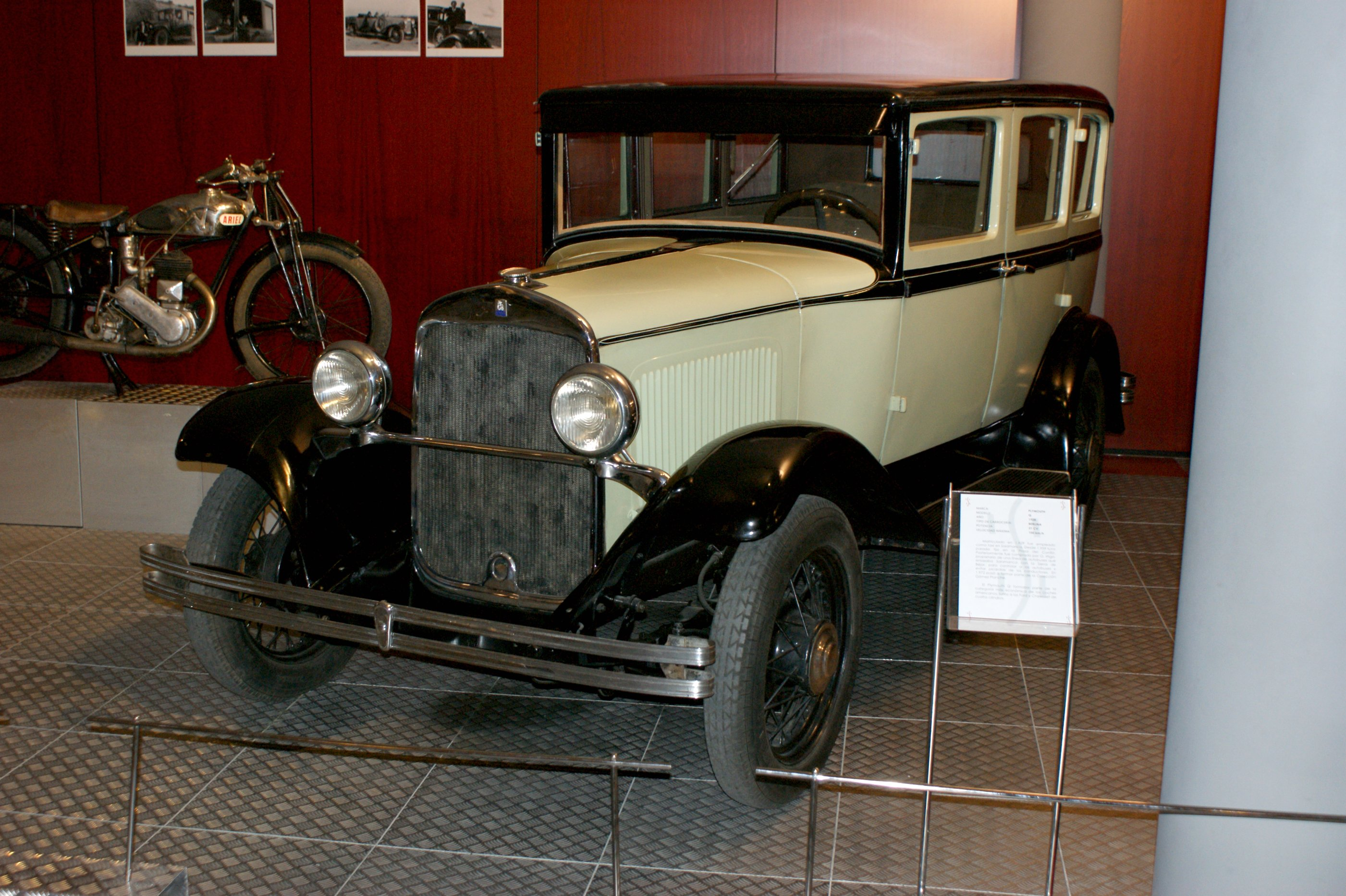
Plymouth Model Q

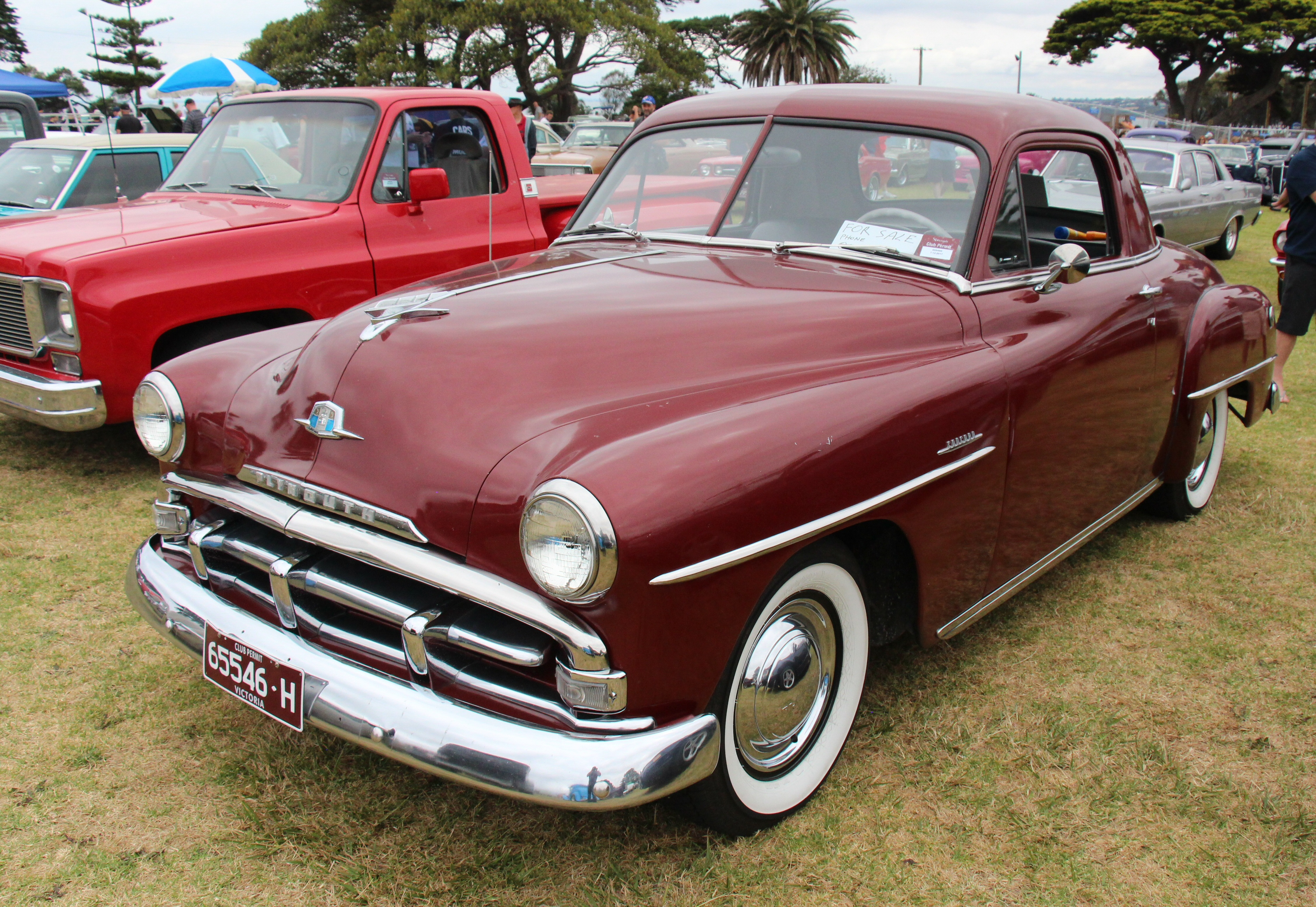
Plymouth Concord

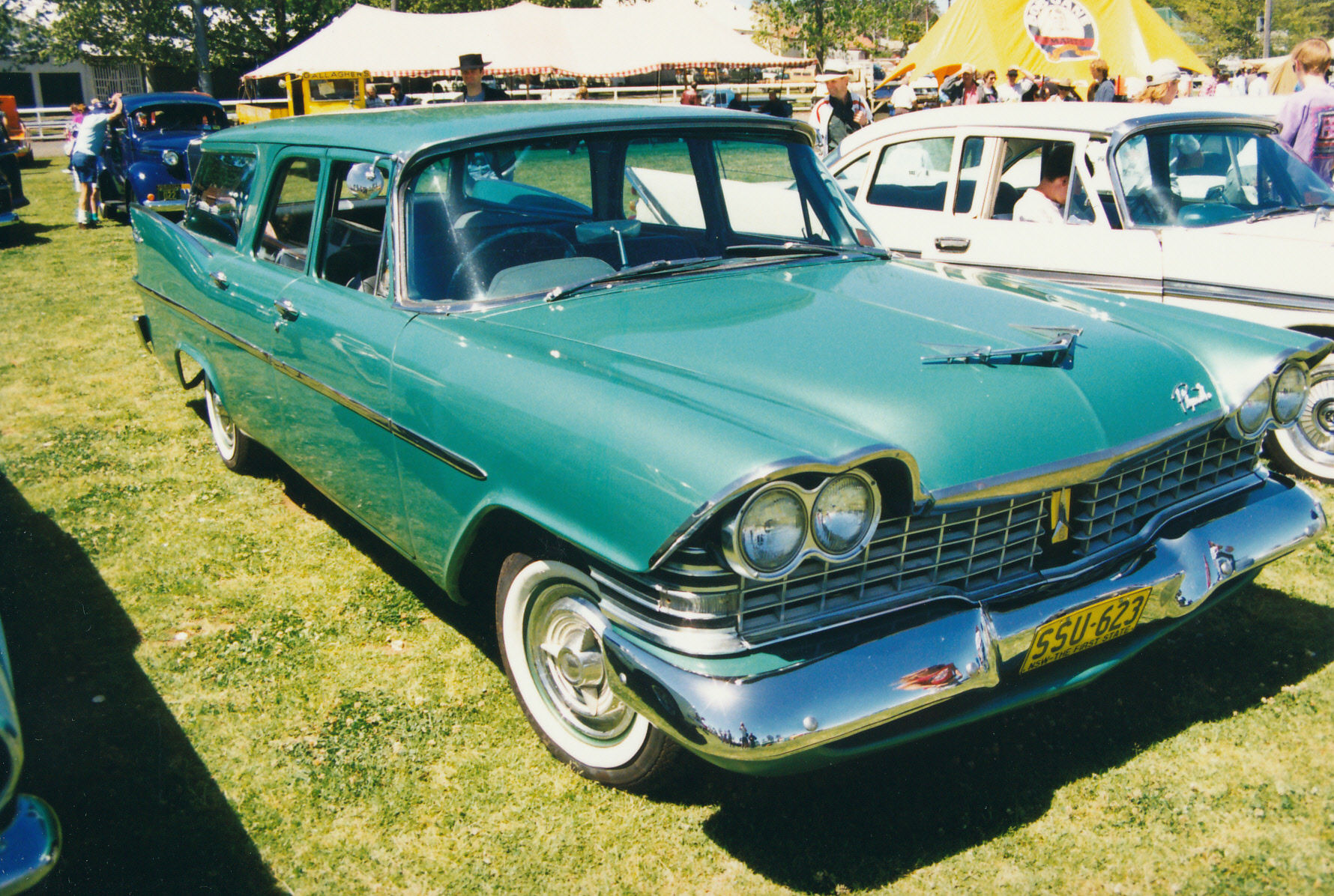
Plymouth Suburban

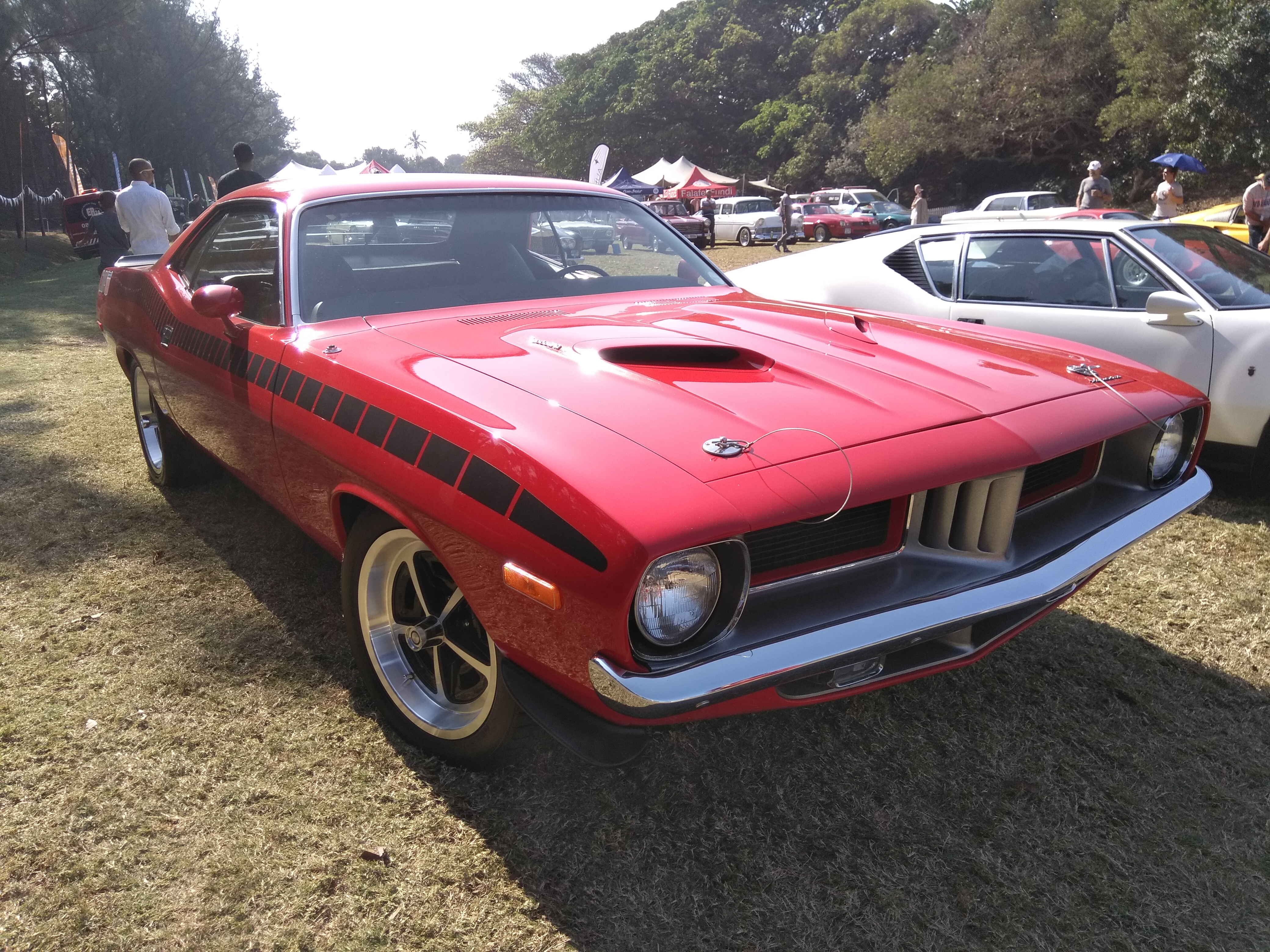
Plymouth Barracuda

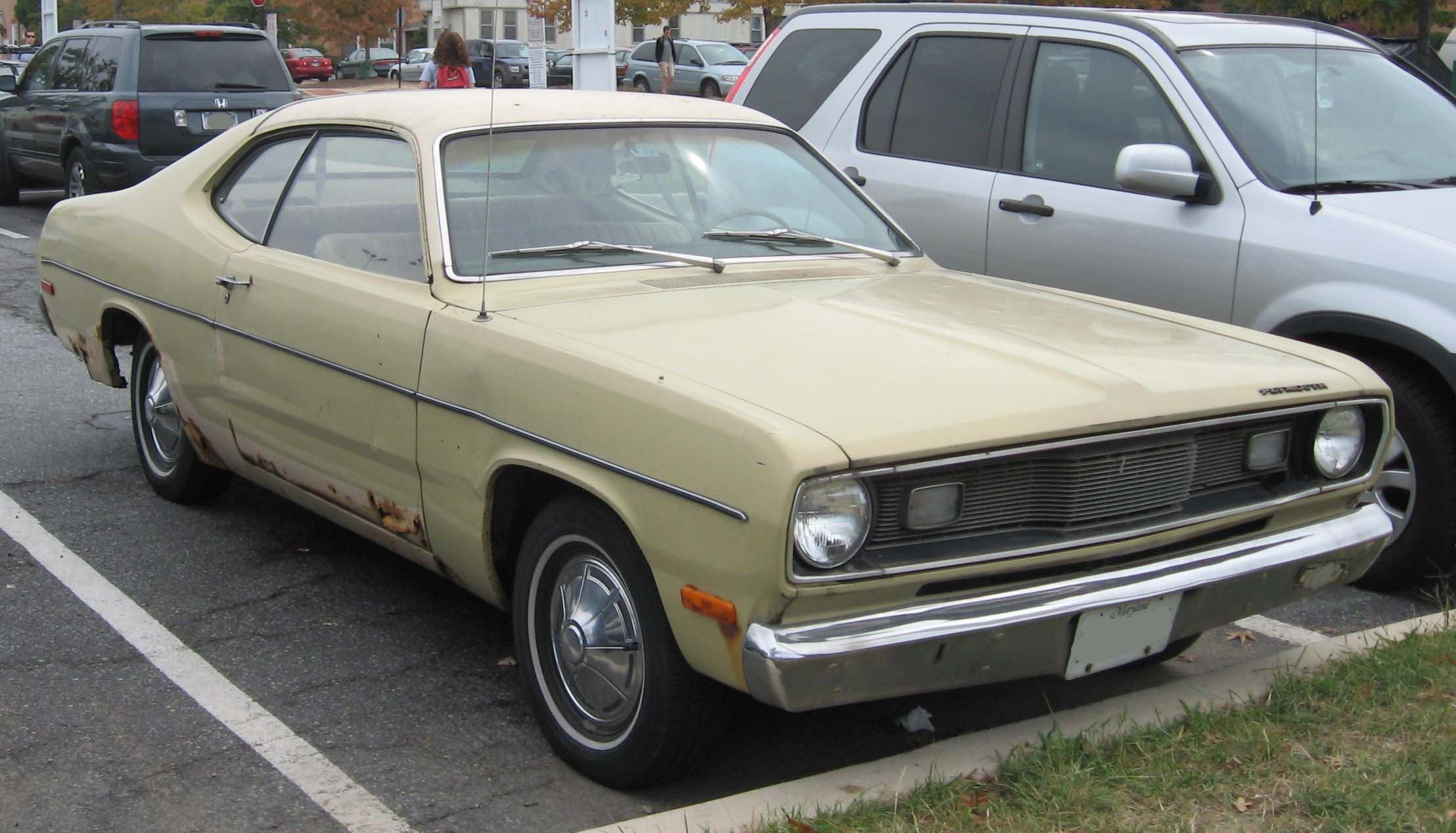
Plymouth Duster

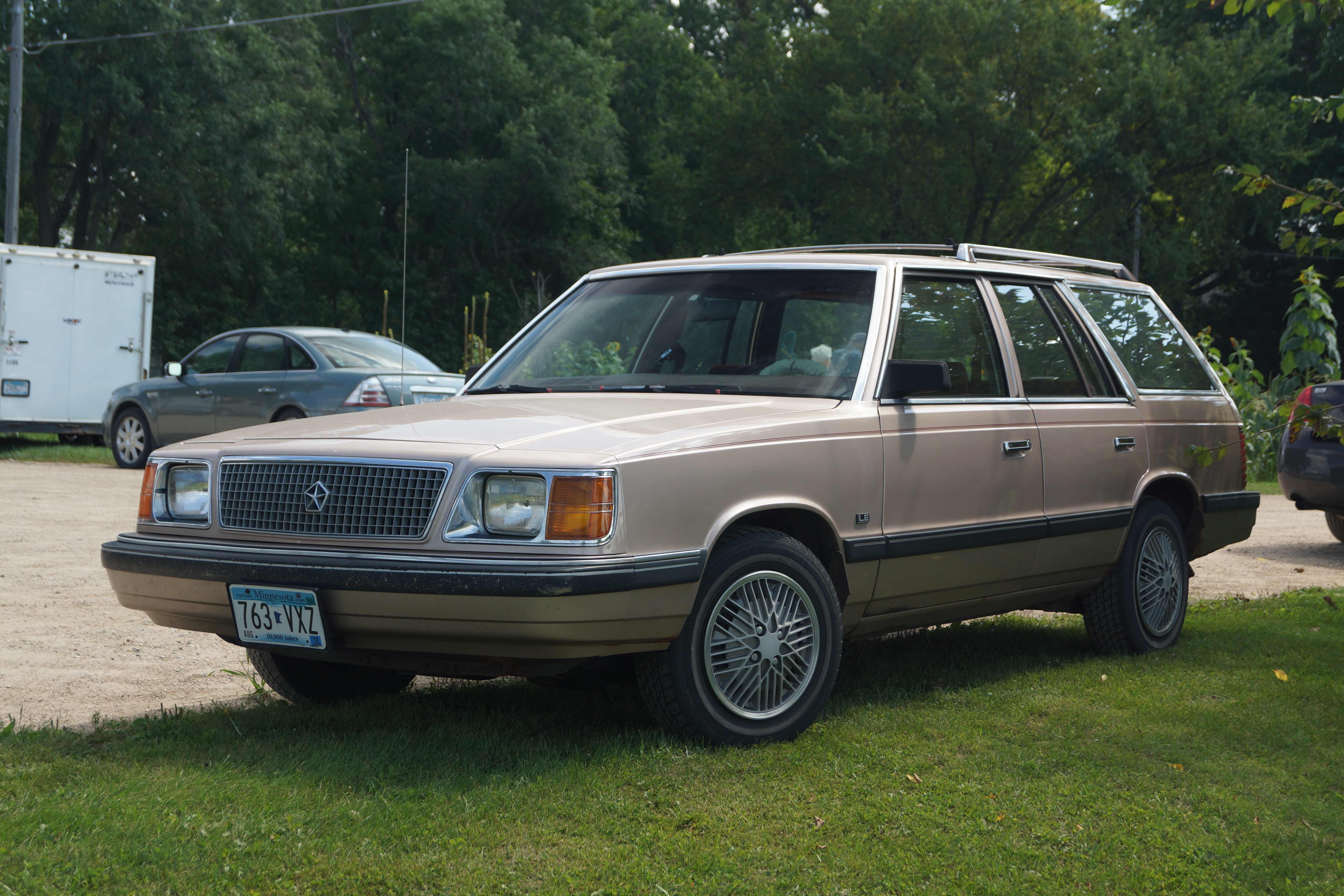
Plymouth Reliant

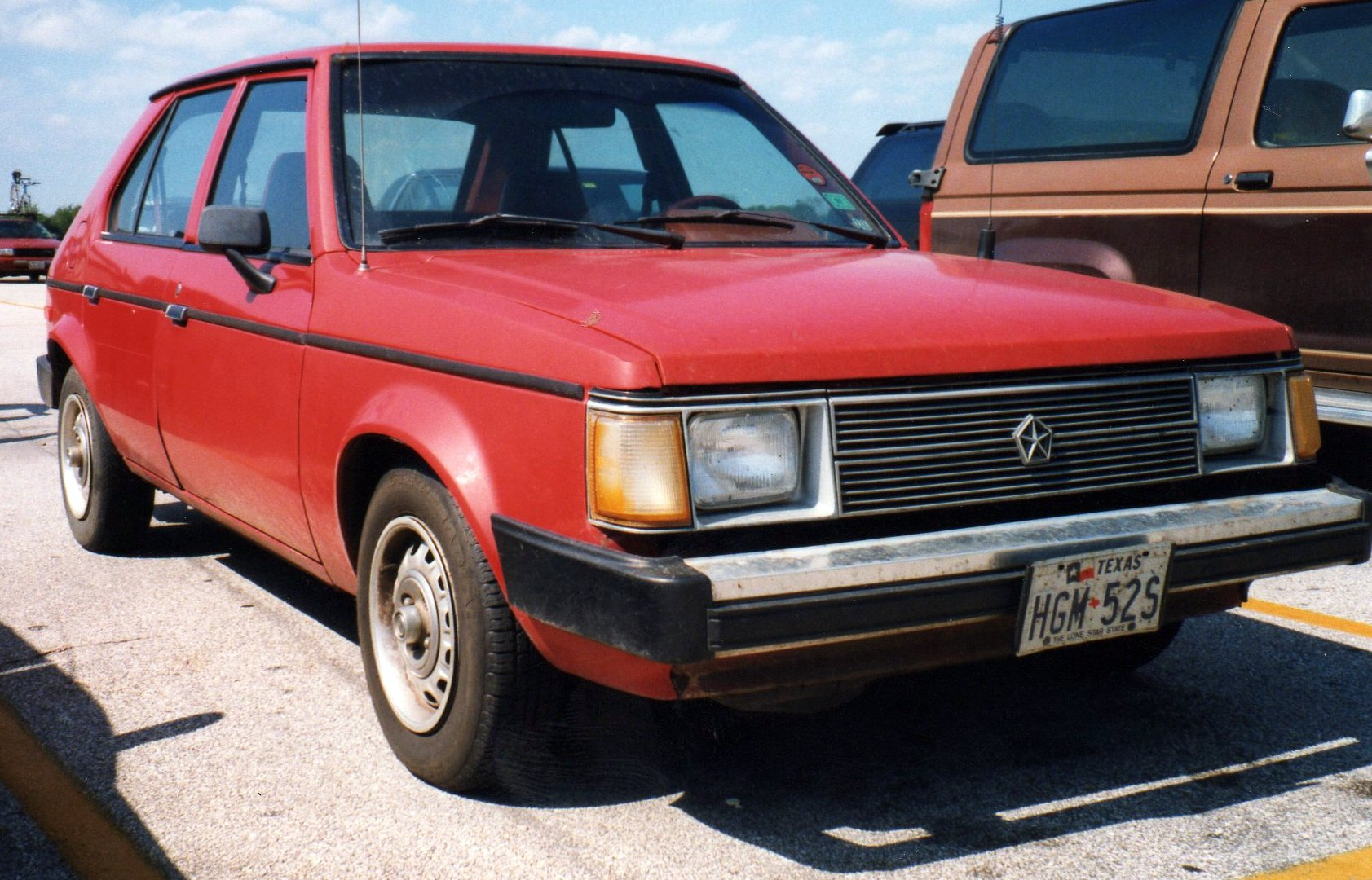
Plymouth Horizon

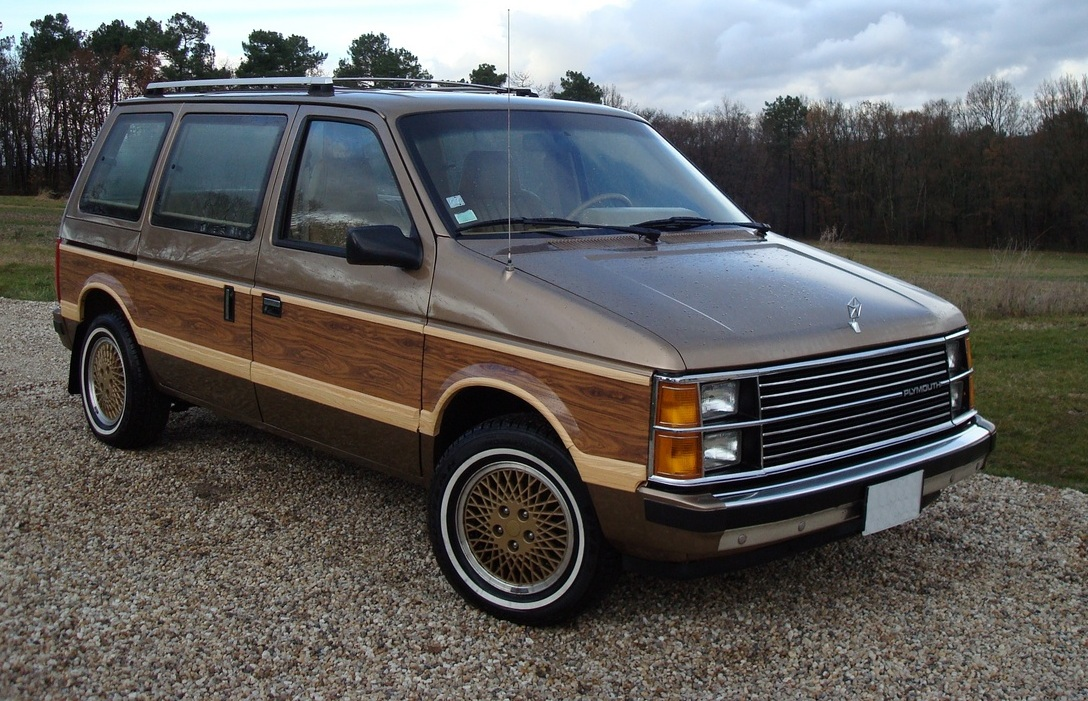
Plymouth Voyager

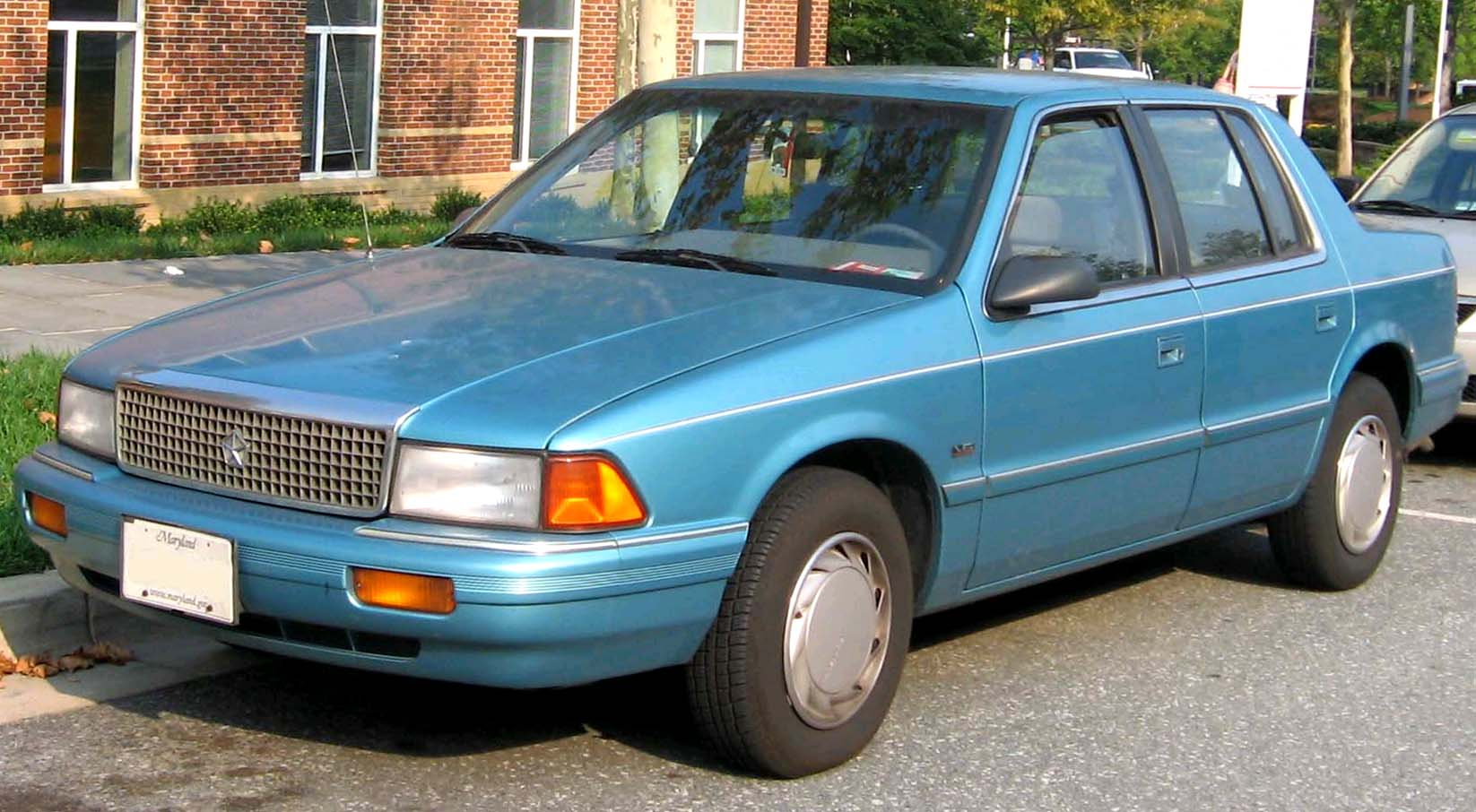
Plymouth Acclaim

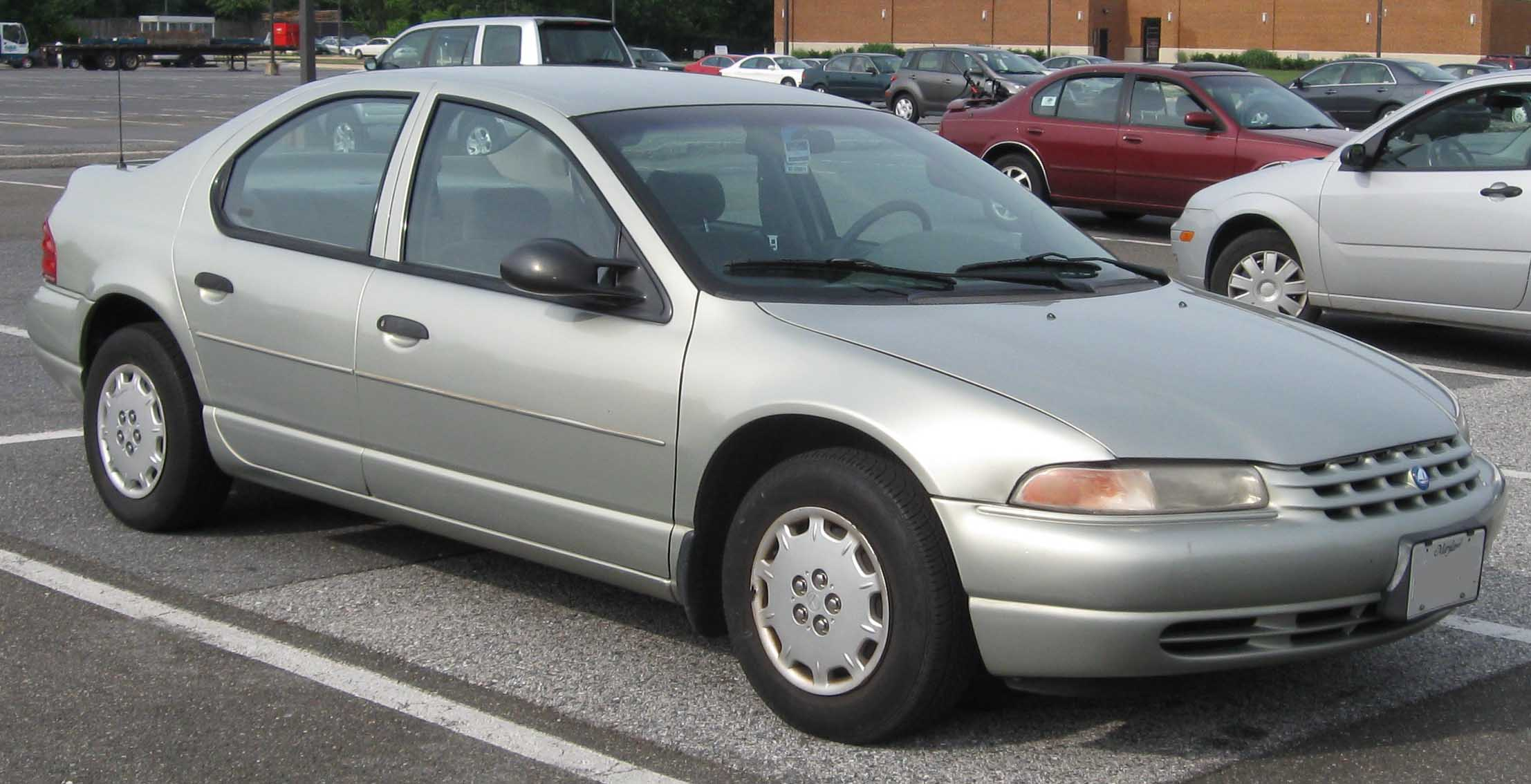
Plymouth Breeze

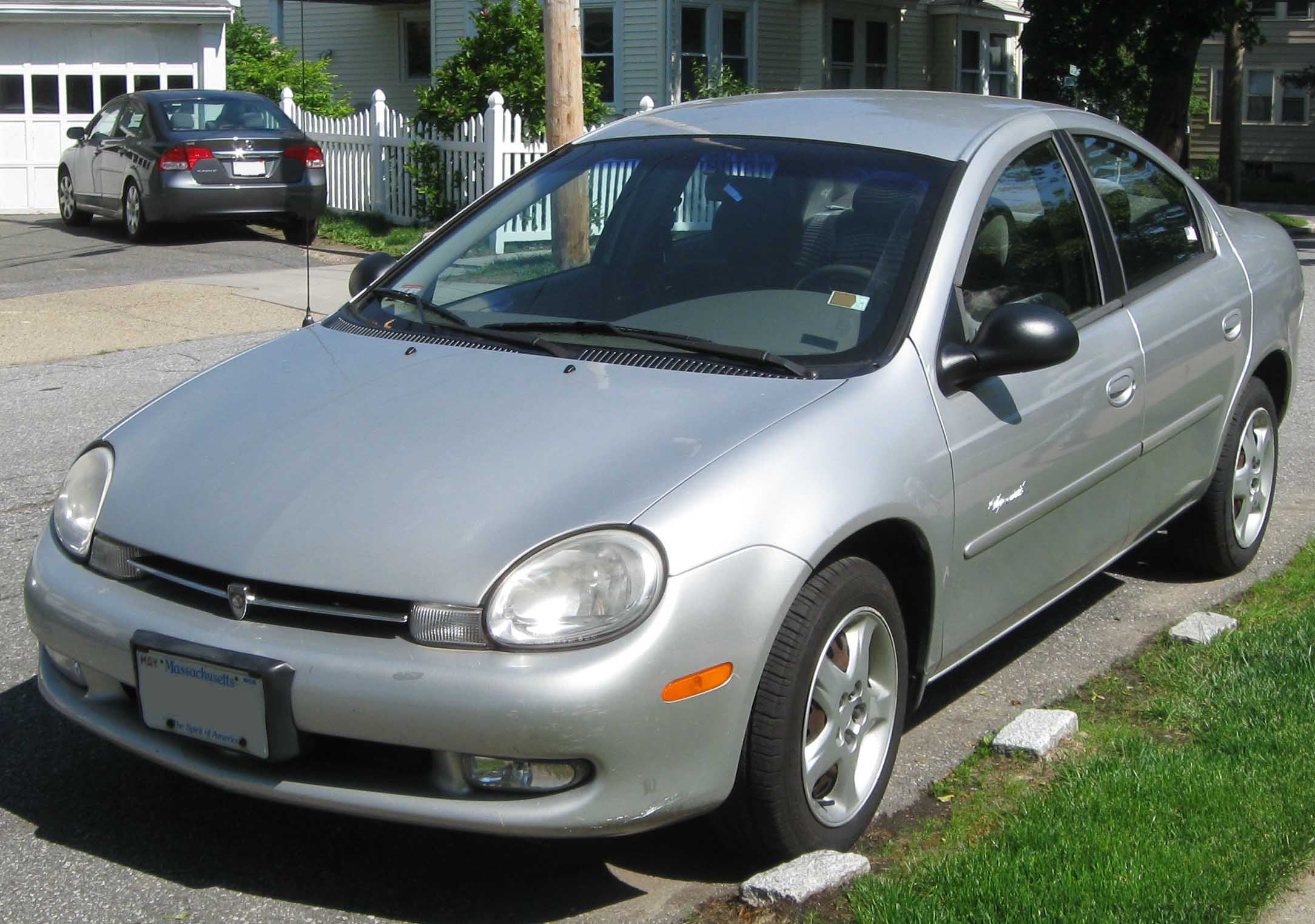
Plymouth Neon

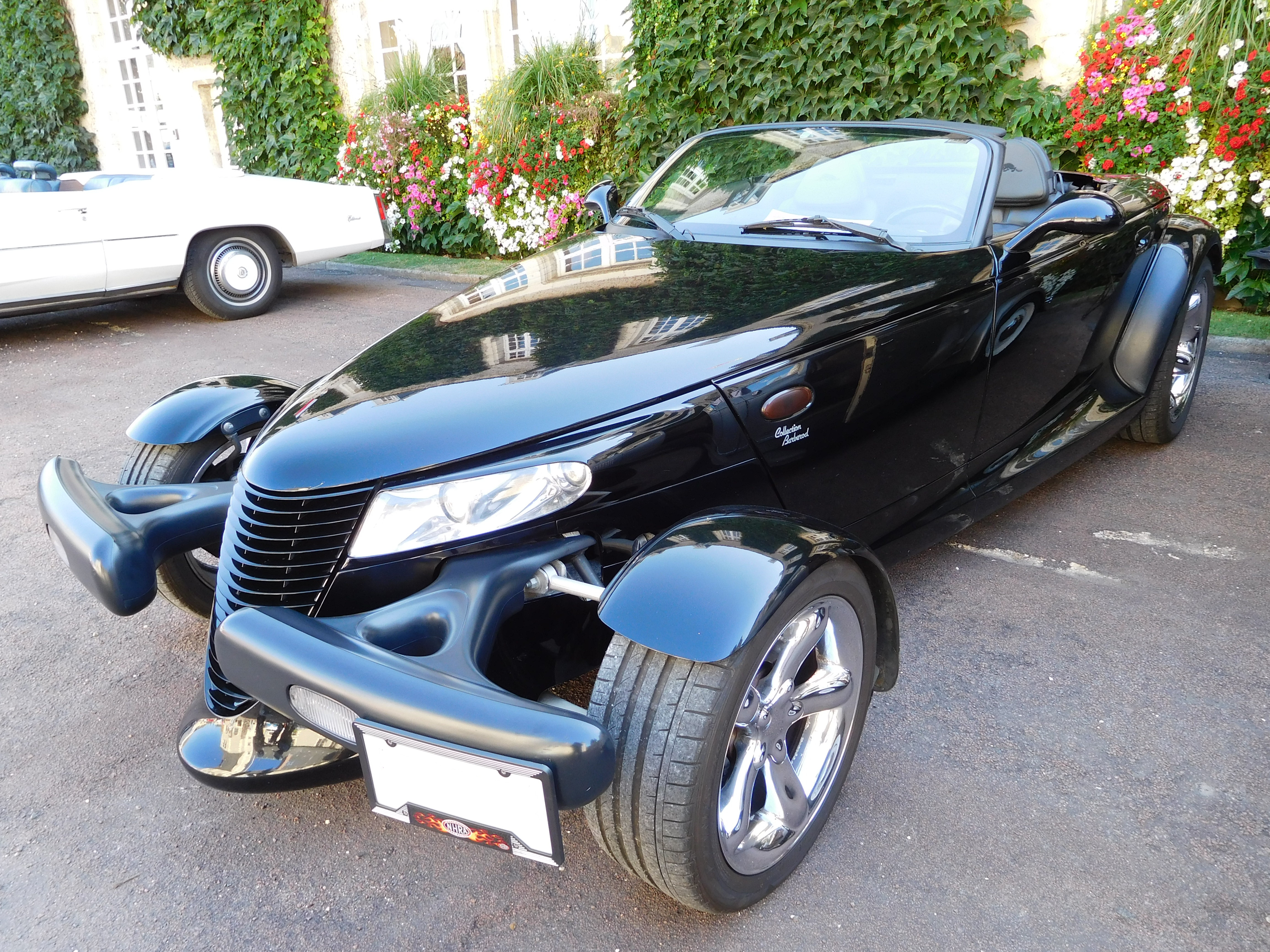
Plymouth Prowler

Plymouth – dawny amerykański producent samochodów osobowych, z siedzibą w Auburn Hills, działający w latach 1928–2001. Należał do amerykańskiego koncernu Chrysler.

## Historia

### Początki
Pierwszy samochód marki Plymouth został zaprezentowany 7 lipca 1928 roku. Był to moment wkroczenia Chryslera na rynek tanich samochodów, który był w tym czasie zdominowany przez Chevroleta oraz Forda. Modele Plymoutha były nieznacznie droższe od konkurencji, jednak już w standardzie oferowały hydrauliczne hamulce. Plymouthy były początkowo sprzedawane wyłącznie w salonach Chryslera.
Podstawowym zadaniem samochodów Plymouth było wypełnienie niszy w segmencie tanich samochodów, a w czasie wielkiego kryzysu lat 30. samochody te miały dodatkowo pomóc Chryslerowi przetrwać ciężkie czasy. We wczesnych latach 30. samochody Plymoutha sprzedawane były w salonach wszystkich oddziałów Chryslera (Chrysler, DeSoto, oraz Dodge).
Przez większość czasu produkcji Plymouth był jedną z najlepiej sprzedających się marek w USA i plasował się na trzecim miejscu, za Chevroletem i Fordem. Po II wojnie światowej produkcję samochodów tej marki wznowiono w lutym 1946 roku, a w 1948 roku modelowym Plymouth zdołał jedyny raz prześcignąć Forda w liczbie sprzedanych egzemplarzy, zajmując drugie miejsce w Stanach. Pierwsze nowe modele powojenne zaprezentowano w 1949 roku. W latach 40. i 50. Plymouth na ogół zajmował trzecie miejsce pod względem sprzedaży, mając około 10% udziału w rynku i sprzedając od 400 do ponad 700 tysięcy samochodów rocznie. Po 1956 samochody Plymoutha znane były z wytrzymałości oraz przystępności. Pomimo wprowadzenia w 1957 roku nowoczesnej stylizacji Forward Look w ramach koncernu Chryslera, reputacja Plymoutha na świecie uległa znacznemu pogorszeniu, samochody szybko korodowały, narzekano na złą jakość montażu.

### Spadek znaczenia
Na początku lat 60. XX wieku koncern Chrysler zmienił politykę cenową wobec Plymoutha, zmniejszając różnice cenowe między jego modelami, a konstrukcjami pokrewnego bardziej prestiżowego Dodge'a. Przełożyło się to na konsekwentnie malejące znaczenie Plymoutha na amerykańskim rynku, który stracił zarazem na unikalności swoich konstrukcji. W 1960 roku sprzedaż znacznie spadła, także z uwagi na wprowadzenie nowej taniej marki Valiant, która jednak już w kolejnym roku została dołączona jako model Plymoutha. Valiant mimo to nie odniósł dużego sukcesu, a samochody Plymoutha z początku lat 60. wyróżniały się kontrowersyjną stylistyką. W latach 1960–62 Plymouth sprzedawał poniżej 400 tysięcy samochodów rocznie, a w 1962 roku jego pozycja spadła najniżej – na siódme miejsce na rynku. Sytuacja uległa następnie pewnej poprawie, zwłaszcza po wprowadzeniu w połowie dekady sportowego modelu Barracuda i nowego dużego sedana Fury. W efekcie tego, od 1965 roku do początku lat 70. Plymouth sprzedawał ponownie po około 700 tysięcy samochodów rocznie, zajmując czwarte miejsce na rynku, a w latach 1970–71 nawet trzecie, z udziałem w rynku 8-9%. Po 1973 roku marka ponownie zaczęła chylić się ku upadkowi, nie oferując oryginalnych samochodów i konkurując w dużej mierze z innymi markami Chryslera, a nie innymi koncernami amerykańskimi. W latach 80. Dodge dotychczas plasujący się poniżej w wynikach sprzedaży zyskał lepsze wyniki sprzedażowe, a rola Plymoutha została na przełomie lat 80. i 90. zmarginalizowana do samochodów będących odpowiednikami konstrukcji oferowanych już przez Dodge lub Chryslera.

### Końcowe lata
Pod koniec lat 90. Plymouth oferował cztery modele: minivana Voyager/Grand Voyager, średniej klasy sedana Breeze, kompaktowego Neona oraz sportowego Prowlera. Oprócz modelu Prowler, Plymouth nie posiadał własnych samochodów, które byłyby nieobecne w palecie modeli Dodge. Ostatnią nowością wydaną przez Plymoutha była druga generacja modelu Neon z lat 2000–2001, choć w tym samym czasie rozwijany wówczas Chrysler PT Cruiser konstruowany był z myślą o Plymouthu jako jego kolejny nowy model.
Po trwale spadającym znaczeniu rynkowym i malejącej sprzedaży, nie mający dalszej wizji  funkcjonowania firmy koncern DaimlerChrysler podjął decyzję o likwidacji Plymoutha w 2001 roku, z czego dotychczas oferowane przez niego modele Prowler i Voyager zostały wcielone do gamy Chryslera. Ostatnim samochodem wyprodukowanym w historii przez przedsiębiorstwo był srebrny Plymouth Neon, który opuścił zakłady produkcyjne w Belvidere 28 czerwca 2001 roku.

## Modele samochodów

### Historyczne
- Model Q (1928–1929)
- Model U (1929)
- Model 30U (1930)
- Model PA (1930–1931)
- New Finer (1931–1932)
- Standard (1933–1935)
- Business (1935–1938)
- Roadking (1938–1940)
- Deluxe (1933–1950)
- Special Deluxe (1946–1950)
- Concord (1951–1952)
- Cambridge (1951–1953)
- Cranbrook (1951–1953)
- Plaza (1954–1958)
- Suburban (1956–1961)
- Savoy (1954–1964)
- VIP (1966–1969)
- Superbird (1970–1972)
- Belvedere (1954–1970)
- GTX (1966–1971)
- Barracuda (1964–1974)
- Satellite (1965–1974)
- Cricket (1971–1975)
- Valiant (1960–1976)
- Duster (1970–1976)
- Fury (1956–1978)
- Road Runner (1968–1980)
- Volaré (1975–1980)
- Arrow (1976–1980)
- Trailduster (1973–1981)
- Arrow Truck (1979–1982)
- Champ (1979–1982)
- Horizon TC3 (1979–1981)
- Scamp (1983)
- Sapporo (1977–1983)
- Conquest (1984–1987)
- Duster (1985–1987)
- Turismo (1981–1987)
- Caravelle (1985–1988)
- Gran Fury (1975–1989)
- Reliant (1981–1989)
- Horizon (1978–1990)
- Colt (1974–1994)
- Sundance (1986–1994)
- Colt Vista (1983–1994)
- Laser (1989–1994)
- Duster (1992–1994)
- Acclaim (1989–1995)
- Voyager (1974–2000)
- Breeze (1996–2000)
- Neon (1995–2001)
- Prowler (1997–2001)

### Studyjne
- Plymouth Backpack (1995)
- Plymouth Pronto Spyder (1998)
- Plymouth 'Cuda (2008)